# Geronimo II
Geronimo II (in greco Ιερώνυμος B'?, Ierōnymos B, al secolo Ιωάννης Λιάπης, Iōannīs Liapīs; Oinofyta, 30 marzo 1938) è un monaco cristiano e arcivescovo ortodosso greco di etnia arvanita, dal 2008 primate della Chiesa ortodossa greca e arcivescovo di Atene e di tutta la Grecia.

## Biografia
Il futuro arcivescovo nacque a Oinofyta il 30 marzo 1938 da una famiglia di agricoltori arvaniti. Studiò presso l'Università di Atene, dove ottenne lauree in archeologia, studi bizantini e teologia. Proseguì poi gli studi in giro per l'Europa, presso le università di Graz, Ratisbona e Monaco di Baviera. A seguito di un periodo come lettore presso la Società Archeologica di Atene, insegnò filologia al Lycée Léonin.
Il 3 dicembre 1967 prese i voti e fu ordinato ierodiacono dal metropolita di Tebe e Livadeia Nikodimos Graikos, assumendo il nome di Geronimo. Il 10 dicembre dello stesso anno lo stesso Nikodimos lo ordinò ieromonaco. Dopo l'ordinazione servì come protosincello della diocesi di Tebe e di Livadeia, egumeno del monastero di Sagmata e di quello di Ossios Loukas e segretario (e poi arcisegretario) del Santo Sinodo della Chiesa greca. Il 4 ottobre 1981 fu consacrato vescovo e fu eletto metropolita di Tebe e Livadeia. In aggiunta al suo ministero pastorale Girolamo continuò i suoi studi archeologici. I suoi due testi più importanti sono: "Monumenti medievali di Eubea" (1970) e "Beozia cristiana" (2006).
Nel 1998 contestò senza successo l'elezione ad arcivescovo di Atene di Cristodulo. Alla morte di quest'ultimo, il 7 febbraio 2008, Geronimo fu eletto come suo successore dal Santo Sinodo ottenendo 45 voti su 74. La cerimonia di intronizzazione ebbe luogo il 16 febbraio.
Nel 16 aprile 2016 visitò, insieme al Papa Francesco e al Patriarca Ecumenico Bartolomeo il campo di Mòrias all'isola di Lesbo, per sensibilizzare l'opinione pubblica sul problema dei profughi. I tre leader cristiani hanno firmato una dichiarazione congiunta.